# Великий Лес (Могилёвская область)
Великий Лес (бел. Вялікі Лес) — деревня в составе Новобыховского сельсовета Быховского района Могилёвской области Беларуси. До 2013 года в составе Нижнетощицкого сельсовета.

## История
До Великой Отечественной войны деревня состояла из трёх частей: Великий Лес, Подвеликий Лес и Коромка.
В годы войны Могилёвская область, включая территории вокруг Великого Леса, была оккупирована немецко-фашистскими войсками. На территории области действовали многочисленные партизанские отряды, включая крупные базы в близлежащих лесах, где велось активное сопротивление оккупантам.
Освобождение региона состоялось в конце июня 1944 года в ходе масштабной операции «Багратион».
После войны в Могилёвской области начался процесс восстановления и развития, что затронуло и сельские населённые пункты, в том числе деревню Великий Лес.

## Население
- 1982 год — 58 жителей
- 2009 год — 7 жителей
- 2025 год — 2 жителя (в бывшей Коромке)